# Tetracis continua
Tetracis continua là một loài bướm đêm trong họ Geometridae.